# Саница (река)
Саница је река у Босни и Херцеговини лева притока Сане. Дуга је 21,9 km, са површином слива 210,7 km². Извире снажним врелом на североисточном подножју Грмеч планине ипод виса Лисине (913 m), више села Доњег Будеља. Изузев проширења код насеља Санице и Доње Санице, њена долина је уска. Ушће у Сану је низводно од железничке станице Врхпоље. 
Богата је рибом (пастрмка, липљен, штука). Пролази кроз усеке и кањоне што јој даје чистоћу и бистрину тако да се може пити. Погодна је за риболов и туризам. Нема већих загађивача који утичу на њен ток и квалитет воде. На извору је изграђен водовод који води за Босански Петровац. Температура воде на извору је око 7°C.
На самом извору се налазе остаци некадашње пилане и млинова. Често се у пролеће излива из корита после топљења снега са Грмеча и у току пролећних киша и плави углавном ненастањени део долине.